# Уставни закон САО Крајине
Уставни закон Српске Аутономне Области Крајине био је посебан уставни закон, који је као општи правни акт прописивао устројство САО Крајине. Усвојен је 29. маја 1991. године од стране Скупштине САО Крајине, а остао је на снази све до 19. децембра 1991. године, када је усвојен Устав Републике Српске Крајине.

## Историја
Устројство САО Крајине је првобитно било уређено Статутом САО Крајине, који је проглашен 21. децембра 1990. године, а чије су измене и допуне усвојене 18. марта 1991. године. Потом је 17. априла исте године донета одлука о измени аката за спровођење Статута, чиме је омогућено сазивање привремене Скупштине САО Крајине.
На заседању које је одржано 29. маја 1991. године, Скупшина је усвојила Уставни закон САО Крајине као виши правни акт, чиме је дотадашњи Статут престао да важи. Новоусвојени Уставни закон био је највиши правни акт САО Крајине све до 19. децембра 1991. године, када је усвојен Устав Републике Српске Крајине, чиме је дотадашњи Уставни закон престао да важи.